# Línea 407 (Montevideo)

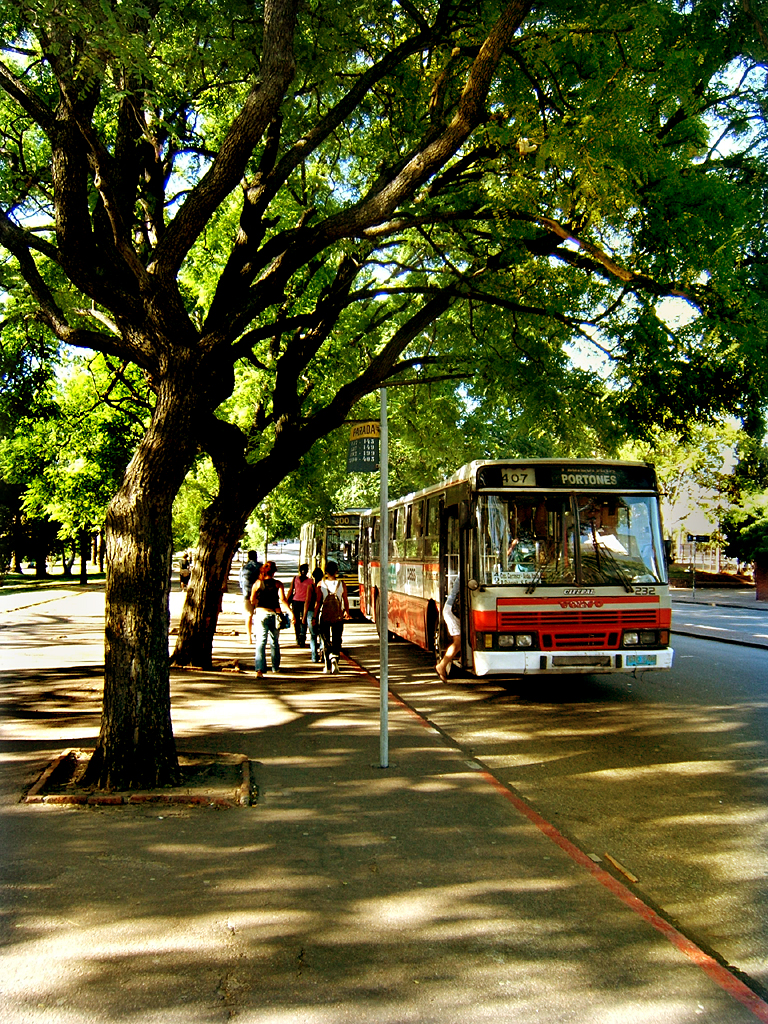
Línea 407 en una unidad Volvo Ciferal

La línea 407 de la red de transporte urbano de Montevideo une la plaza España con Portones Shopping.

## Recorridos

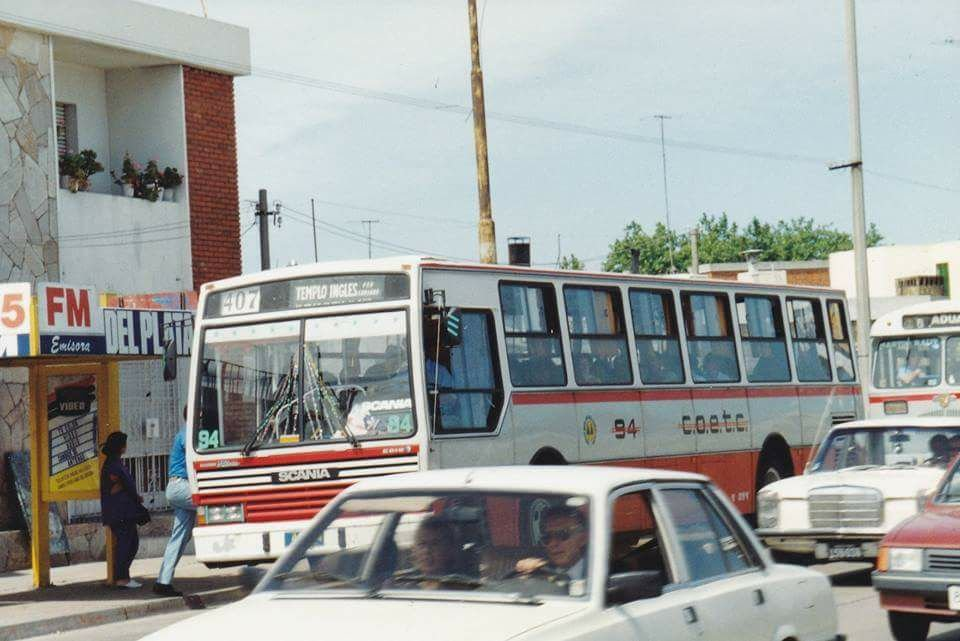
Línea 407 con destino hacia el Templo Inglés.

Circula en ambos sentidos por los barrios Ciudad Vieja, Centro, Barrio Sur, Palermo, Parque Rodó, Cordón, Tres Cruces, Parque Batlle, Buceo, Malvín, Malvín Norte, La Cruz de Carrasco y Carrasco.
| Plaza España - Portones |

| Ida - (Terminal Plaza España) - Camacuá - Brecha - Buenos Aires - Liniers - Ciudadela - Maldonado - Dr. Alquiles Lanza - Avenida Gonzalo Ramírez - Avenida Julio Herrera y Reissig - Avenida Tomás Giribaldi - Bulevar Artigas - Avenida Italia - Av. Estanislao López - Hipólito Yrigoyen - Godoy - Tarragona - Iguá - Mataojo - Palma de Mallorca - Pirán - Camino Carrasco - Avenida Bolivia - Guillermo Arrospide - Catania - Messina - (Terminal Portones) | Vuelta - (Terminal Portones) - Avenida Bolivia - Camino Carrasco - Pirán - Palma de Mallorca - Mataojo - Iguá - Hipólito Yrigoyen - Av. Italia - Avelino Miranda - Bulevar Artigas - Bulevar España - Acevedo Díaz - San Salvador - Juan Paullier - Av. Gonzalo Ramírez - Ejido - Soriano - Florida - Canelones - Camacuá - (Terminal Plaza España) |

### Destinos intermedios
IDA
- Cruz de Carrasco

VUELTA
- Estadio Centenario
- Parque Rodó
- Intendencia (Palacio Municipal)

## Paradas
| Código                    | Parada                                        | Conexión                  |
| ------------------------- | --------------------------------------------- | ------------------------- |
| 5642                      | Brecha y Camacuá (Terminal Plaza España)      | 409                       |
| 4042                      | Buenos Aires y Bartolomé Mitre                |                           |
| 4757                      | Liniers y Soriano                             |                           |
| 3242                      | Maldonado y Florida                           |                           |
| 2207                      | Maldonado y Convención                        |                           |
| 2208                      | Maldonado y Julio Herrera y Obes              |                           |
| 2209                      | Maldonado y Zelmar Michelini                  |                           |
| 2210                      | Maldonado y Aquiles Lanza                     |                           |
| 4993                      | Aquiles Lanza y Durazno                       |                           |
| 4052                      | Gonzalo Ramírez y Ejido                       |                           |
| 4072                      | Gonzalo Ramírez y Salto                       |                           |
| 4073                      | Gonzalo Ramírez y Minas                       |                           |
| 4418                      | Gonzalo Ramírez y Abadie Santos               |                           |
| 4074                      | Gonzalo Ramírez y Juan Jackson                |                           |
| 4085                      | Gonzalo Ramírez y Requena                     |                           |
| 2118                      | Julio Herrera y Reissig y Tomás Giribaldi     |                           |
| 2065                      | Bulevar Artigas y 21 de septiembre            |                           |
| 2066                      | Bulevar Artigas y Bulevar España              |                           |
| 2067                      | Bulevar Artigas y Alfredo Baldomir            |                           |
| 2068                      | Bulevar Artigas y Canelones                   |                           |
| 2069                      | Bulevar Artigas y Guaná                       |                           |
| 2070                      | Bulevar Artigas y Palmar                      |                           |
| 2109                      | Bulevar Artigas y Lord Ponsomby               |                           |
| 2071                      | Avenida Italia y Morales                      |                           |
| 2121                      | Avenida Italia y Presidente Batlle            |                           |
| 2122                      | Avenida Italia y Bahía Blanca                 |                           |
| 2123                      | Estadio Centenario                            |                           |
| 2124                      | Hospital de Clínicas                          |                           |
| 2126                      | Avenida Italia y Luis Alberto de Herrera      |                           |
| 4094                      | Avenida Italia y Francisco Simón              |                           |
| 2127                      | Avenida Italia y Magariños Cervantes          |                           |
| 2128                      | Avenida Italia y Bulevar Batlle y Ordóñez     |                           |
| 2129                      | Avenida Italia y Alicia Goyena                |                           |
| 2130                      | Avenida Italia y Luis Alberto Causa           |                           |
| 2131                      | Avenida Italia y Mariscal Solano López        |                           |
| 2132                      | Avenida Italia y Solferino                    |                           |
| 2133                      | Avenida Italia y Alto Perú                    |                           |
| 2134                      | Avenida Italia y Mariscala                    |                           |
| 2135                      | Avenida Italia y Santana                      |                           |
| 2136                      | Avenida Italia y Caldas                       |                           |
| 3397                      | Avenida Estanislao López y Candelaria         |                           |
| 4839                      | Hipólito Yrigoyen y Avenida Italia            |                           |
| 2913                      | Hipólito Yrigoyen y Julio Sosa                |                           |
| 4840                      | Hipólito Yrigoyen y Godoy                     |                           |
| 5705                      | Godoy y Tarragona                             |                           |
| 2905                      | Iguá y Hipólito Yrigoyen                      |                           |
| 2906                      | Iguá y Calle 31                               |                           |
| 2907                      | Iguá y Calle 124                              |                           |
| 2908                      | Iguá y Senda 3                                |                           |
| 2898                      | Mataojo y Calle 5                             |                           |
| 2896                      | Mallorca y Euskal Erría                       |                           |
| 2894                      | Mallorca y Euskal Erría                       |                           |
| 2877                      | Mallorca y Pirán                              |                           |
| 2892                      | Pirán y Emilio Castelar                       |                           |
| 4588                      | Pirán y Camino Carrasco                       |                           |
| 2790                      | Camino Carrasco y El Aguacero                 |                           |
| 2791                      | Camino Carrasco y Israel                      |                           |
| 2792                      | Camino Carrasco y Veracierto                  |                           |
| 6797                      | Camino Carrasco y Murillo                     |                           |
| 2793                      | Camino Carrasco y Alejandro Gallinal          |                           |
| 2794                      | Camino Carrasco y Pedro Cosio                 |                           |
| 4313                      | Camino Carrasco y Alberto Zum Felde           |                           |
| 5197                      | Camino Carrasco y Ana María Rubens            |                           |
| 2795                      | Camino Carrasco y Oncativo                    |                           |
| Camino Carrasco y Bolivia | Camino Carrasco y Bolivia                     |                           |
| 2947                      | Avenida Bolivia                               |                           |
| 2948                      | Avenida Bolivia y Elías Régules               |                           |
| 2949                      | Avenida Bolivia y Verona                      |                           |
| 2950                      | Avenida Bolivia y Villa de Masnou             |                           |
| 2951                      | Avenida Bolivia y Guillermo Arrospide         |                           |
| 5386                      | Messina y Avenida Bolivia (Terminal Portones) | G 21 60 64 151 370 497546 |

| Código | Parada                                        | Conexión                  |
| ------ | --------------------------------------------- | ------------------------- |
| 4836   | Messina y Avenida Bolivia (Terminal Portones) | G 21 60 64 151 370 497546 |
| 2953   | Avenida Bolivia y Ordeig                      | 105 546                   |
| 2954   | Avenida Bolivia y Verona                      |                           |
| 2955   | Avenida Bolivia y Elías Regules               |                           |
| 2956   | Avenida Bolivia                               |                           |
| 2957   | Avenida Bolivia y Manuel Techera              |                           |
| 2816   | Camino Carrasco y Oncativo                    | 105 109 151 546           |
| 2817   | Camino Carrasco y Lugo                        |                           |
| 2818   | Camino Carrasco y Alberto Zum Felde           |                           |
| 4314   | Camino Carrasco y Pedro Cosio                 |                           |
| 5687   | Camino Carrasco y Miguel Lapeyre              |                           |
| 2821   | Camino Carrasco y Hipolito Yrigoyen           |                           |
| XXXX   |                                               |                           |
| XXXX   |                                               |                           |
| XXXX   |                                               |                           |
| XXXX   |                                               |                           |
| XXXX   |                                               |                           |
| XXXX   |                                               |                           |
| XXXX   |                                               |                           |
| XXXX   |                                               |                           |
| XXXX   |                                               |                           |
| XXXX   |                                               |                           |
| XXXX   |                                               |                           |
| XXXX   |                                               |                           |
| XXXX   |                                               |                           |
| XXXX   |                                               |                           |
| XXXX   |                                               |                           |
| XXXX   |                                               |                           |
| XXXX   |                                               |                           |
| XXXX   |                                               |                           |
| XXXX   |                                               |                           |
| XXXX   |                                               |                           |
| XXXX   |                                               |                           |
| XXXX   |                                               |                           |
| XXXX   |                                               |                           |
| XXXX   |                                               |                           |
| XXXX   |                                               |                           |
| XXXX   |                                               |                           |
| XXXX   |                                               |                           |
| XXXX   |                                               |                           |
| XXXX   |                                               |                           |
| XXXX   |                                               |                           |
| XXXX   |                                               |                           |
| XXXX   |                                               |                           |
| XXXX   |                                               |                           |
| XXXX   |                                               |                           |
| XXXX   |                                               |                           |
| XXXX   |                                               |                           |
| XXXX   |                                               |                           |
| XXXX   |                                               |                           |
| XXXX   |                                               |                           |
| XXXX   |                                               |                           |
| XXXX   |                                               |                           |
| XXXX   |                                               |                           |
| XXXX   |                                               |                           |
| XXXX   |                                               |                           |
| XXXX   |                                               |                           |
| XXXX   |                                               |                           |
| XXXX   |                                               |                           |
| XXXX   |                                               |                           |
| XXXX   |                                               |                           |
| XXXX   |                                               |                           |
| XXXX   |                                               |                           |
| XXXX   |                                               |                           |
| XXXX   |                                               |                           |
| XXXX   |                                               |                           |
| XXXX   |                                               |                           |
| XXXX   |                                               |                           |
| XXXX   |                                               |                           |
| XXXX   |                                               |                           |
| XXXX   |                                               |                           |
| XXXX   |                                               |                           |
| XXXX   |                                               |                           |
| 4760   | Brecha y Camacuá (Terminal Plaza España)      | 409                       |